# セント・トーマス教区 (ジャマイカ)
セント・トーマス教区（セント・トーマスきょうく、英語: Saint Thomas Parish）は、サリー郡にあり、ジャマイカの南東端に位置する教区。ジャマイカの7人の国民的英雄の一人、ポール・ボーグルの出生場所である。中心地のモラント・ベイは、ポール・ボーグルとジョージ・ウイリアム・ゴードンが指揮したモラント・ベイの暴動（ジャマイカ事件）の発生地である。

## 隣接行政区画
- セント・アンドリュー教区
- ポートランド教区